# Дамяно Кунего
Дамяно Кунего е италиански професионален колоездач. Състезава се за отбора на Lampre-Farnese Vini.
Най-големият му успех е спечелването на Обиколката на Италия през 2004.
Първоначално изявен специалист в планинските етапи, днес значително е подобрил останалите компоненти в ездата си и вече е известен също със силния си спринт, което е необичайно за катерачите. След отказването на Паоло Бетини е смятан за най-добрия активен италианец в класиките (еднодневни колоездачни състезания).

## Победи
2012
- 2-ро място на Обиколката на Трентино
- 6-о място в Обиколката на Италия

2011
- 2-ро място на Обиколката на Швейцария
- 6-о място в Тур дьо Франс

2010
- 6-о място на Amstel Gold Race
- 11-о място в Обиколката на Италия

2009
- 5-о място на Amstel Gold Race
- 6-о място в Обиколката на Швейцария
- 18-о място в Обиколката на Италия

2008
- Обиколка на Ломбардия
- Amstel Gold Race
- 4-то място в Обиколката на Швейцария

2007
- Обиколка на Ломбардия
- Обиколка на Трентино + 2 етапа
- 5-о място в Обиколката на Италия

2006
- 4-то място в Обиколката на Италия
- 11-о място в Тур дьо Франс
- Обиколка на Трентино

2005
- Japan Cup

2004
- Генерално Обиколка на Италия + 4 етапа
- Обиколка на Ломбардия
- Обиколка на Трентино